# Брезна
Брезна (на албански: Breznë, на сръбски: Брезна) е село в община Драгаш, Призренски окръг, Косово. Населението възлиза на 1990 жители според преброяването от 2011 г.

## География
Брезна се намира в географския район Ополе, който през 2000 година е обединен административно с Гора в единната община Драгаш. Селото е разположено на около 8 километра северно от градчето Драгаш и на около 20 югозападно от град Призрен.

## История
Според Стефан Младенов в 1916 година Брезна е албанско село.
Преброяването от 2011 година регистрира 1986 жители като албанци и само 4 като бошняци.